# Bremen Eins
Bremen Eins (« Brême Une » en allemand) est une station de radio publique de la ville de Brême. Détenue par Radio Bremen, elle est destinée à un public âgé de 40 à 60 ans. 
Dans le land de Brême elle réalise une audience de 25-30 %. Elle est diffusée en modulation de fréquence, en ondes moyennes et par satellite.